# ご存知娯楽時代劇
『ご存知娯楽時代劇』（ごぞんじごらくじだいげき）は、1977年8月20日から同年9月24日まで東京12チャンネル（現・テレビ東京）で放送されていた映画番組である。全6回。放送時間は毎週土曜 19:05 - 20:54 （日本標準時）。

## 概要
土曜19:00枠の『パニゲラわっしょい!』と土曜20:00枠の『マンガ祭り60分!』が同年8月13日に打ち切られるのを受けて急遽制作。大映や東映の時代劇映画を放送していた。
タイトルは似ているが、日本テレビの単発時代劇枠『ご存知時代劇』との関連性は特に無い。

## 放送作品一覧
1. 銭形平次捕物控 まだら蛇（8月20日）
2. 遠山の金さん たつまき奉行（8月27日）
3. 桃太郎侍（八代目市川雷蔵版、9月3日）
4. 勢揃い東海道（9月10日）
5. 水戸黄門（月形龍之介版、9月17日）
6. 弥太郎笠（9月24日）

参考：『朝日新聞』朝日新聞社、1977年8月20日付 - 同年9月24日付のラジオ・テレビ欄。